# Rudi Vata
Rudi Vata (n. Shkodër, Albania; 13 de febrero de 1969) es un exfutbolista albanés que se desempeñaba como defensor.

## Clubes
| Club               | País     | Año         |
| ------------------ | -------- | ----------- |
| KS Vllaznia        | Albania  | 1988 - 1990 |
| KS Dinamo          | Albania  | 1990 - 1991 |
| Le Mans            | Francia  | 1991 - 1992 |
| KS Dinamo          | Albania  | 1992 - 1993 |
| Celtic F.C.        | Escocia  | 1993 - 1996 |
| Apollon Limassol   | Chipre   | 1996 - 1998 |
| Energie Cottbus    | Alemania | 1998 - 2001 |
| Rot-Weiß Ahlen     | Alemania | 2001 - 2002 |
| SK Tirana          | Albania  | 2002 - 2003 |
| Yokohama FC        | Japón    | 2003        |
| St. Johnstone F.C. | Escocia  | 2003 - 2004 |
| KF Partizani       | Albania  | 2004 - 2005 |